# Future Investment Initiative
Het Future Investment Initiative (FII) is een jaarlijks investeringsforum dat plaatsvindt in Riyad, Saoedi-Arabië. De deelnemers bespreken trends in de economie en het investeringsklimaat in de wereld. Het forum, dat wordt gehost door het Public Investment Fund of Saudi Arabia (PIF), ging voor de eerste maal door in oktober 2017. Bij die gelegenheid werd officieel aankondiging gedaan van Neom, een hoogtechnologische Speciale Economische Zone en stad, een investeringsproject van $500 miljard in het noordwesten van Saoedi-Arabië.
Het forum kadert in de Saudi Vision 2030, een plan dat streeft naar de vermindering van de olieafhankelijkheid van Saoedi-Arabië, het diversifiëren van de economie en het ontwikkelen van publieke dienstverlening. 
Sommige journalisten noemden het initiatief wel eens het „Davos in de Woestijn", maar het World Economic Forum dat de jaarlijkse conferentie in Davos, Zwitserland organiseert, maakte bezwaar tegen het gebruik van "Davos" in een dergelijke context, voor elk evenement dat niet door hen wordt georganiseerd.